# Anna-Liisa Varis
Anna-Liisa Varis, född Tuomola 25 augusti 1925 i S:t Andree, död 4 september 2023 i Tammerfors, var en finländsk entomolog och professor.
Varis blev agronomie- och forstdoktor 1972. Hon var 1957–1974 forskare vid avdelningen för skadedjur vid Lantbrukets forskningscentral och 1974–1987 tillförordnad samt 1987–1990 professor i lantbrukszoologi vid Helsingfors universitet. Hon hade flera förtroendeuppdrag inom sitt område, bland annat som Finlands representant i Nordiskt kontaktorgan för jordbruksforskning 1984–1986. Hon publicerade drygt 200 artiklar om lantbrukszoologi och biodling och var huvudredaktör för Entomologica Fennica 1977–1986. 

### Uppslagsverk
- Varis, Anna-Liisa i Uppslagsverket Finland (webbupplaga, 2012). CC-BY-SA 4.0